# Lasioglossum nudulum
Lasioglossum nudulum är en biart som först beskrevs av Joseph Vachal 1903.  Lasioglossum nudulum ingår i släktet smalbin, och familjen vägbin. Inga underarter finns listade i Catalogue of Life.